# Partido Democrático (Portugal)

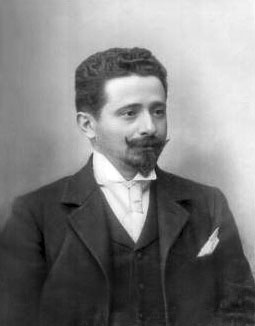
Afonso Costa, el líder más influyente del Partido Democrático.

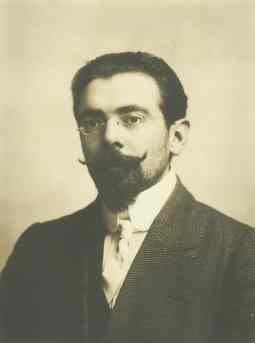
António Maria da Silva, primer ministro y líder del Partido Democrático en la década de 1920.

El Partido Democrático, conocido oficialmente como el Partido Republicano Portugués (PRP), fue un partido político portugués de izquierda, existente durante la Primera República Portuguesa, correspondiente a la facción dominante y más radical del anterior Partido Republicano Portugués. También fue generalmente reconocido como el sucesor del Partido Republicano Portugués, que había estado en el origen de la revolución que estableció la Primera República Portuguesa en 1910.
El nombre "Partido Democrático" nunca fue el nombre oficial del partido, puesto que el Partido Republicano Portugués nunca dejó realmente de existir, sino que fue refundado en 1911-1912. Sin embargo, el partido era de facto diferente del anterior PRP. Se popularizó, entonces, la designación de "Partido Democrático", por oposición a los otros partidos que pertenecían a facciones diferentes del PRP antes de 1910. El Partido Democrático, liderado por Afonso Costa —el primer líder del Partido Democrático— se reclamó el heredero directo del histórico PRP. Los miembros del Partido Democrático fueron también denominados "afonsistas", apodo derivado del nombre de Afonso Costa.

## Historia
Cuando el Partido Evolucionista (evolucionistas) y la Unión Republicana (unionistas) se separaron del Partido Republicano Portugués en febrero de 1912, el Partido Democrático se declaró heredero de este último. Pronto controló su estructura electoral y propagandística, un hecho que influiría en el dominio del Partido Democrático durante la Primera República.
Durante la Primera República, el Partido Democrático, liderado por Afonso Costa, logró mantenerse en el poder a pesar de sufrir varios intentos revolucionarios y golpes de estado , tanto monárquicos como republicanos, algunos de los cuales tuvieron éxito parcialmente (Monarquía del Norte, Joaquim Pimenta de Castro, Sidónio Pais).
Durante la Primera Guerra Mundial, en la que participó Portugal, el partido entró en un gobierno de coalición con el Partido Evolucionista llamada "Unión Sagrada" entre marzo de 1916 y el 25 de abril de 1917, para hacer frente a los problemas derivados de la guerra. Después de la guerra, creció el descontento causado por la crisis en el suministro de cereales, el hambre y las noticias de los muertos de guerra, y esta unión fue finalmente disuelta. Varias figuras de la Iglesia, monárquicos, anarcosindicalistas, y  muchas personas acosadas o vigiladas por miembros o por simpatizantes del Partido Democrático —miembros de otros partidos y algunos oficiales militares— tendieron a reaccionar y a conspirar contra las autoridades. El 5 de diciembre de 1917, Sidónio Pais, que encarnaba los sentimientos más profundos y más conservadores del país, se aprovechó de esto y se encabezó una revuelta militar exitosa, estableciendo un gobierno dictatorial inicialmente apoyado por los unionistas. Luego fundó su partido, el Partido Nacional Republicano, que ganó las elecciones de 28 de abril de 1918 sin oposición. Sidónio Pais fue asesinado en el 14 de diciembre de 1918, y en 1919 el Partido Democrático estaba de nuevo en el poder.
Después de 1919, con Afonso Costa en París, a continuación de una lucha intensa por el liderazgo del PRP con Domingos Leite Pereira y Álvaro de Castro, António Maria da Silva tomó la dirección del partido. En la siguiente fase de la existencia del partido, la oposición política, popular y sindical creó un clima de revuelta constante. Finalmente, en 1925, una facción más izquierdista del PRP se separó del partido, con la creación del Partido Republicano de la Izquierda Democrática, en 1925.

## Marco del partido en el régimen republicano
La identificación de la Primera República Portuguesa con el Partido Democrático era muy fuerte, ya que el partido dominó la vida política entre 1911 y 1926, lo que dificultó mucho el acceso de las fuerzas de la oposición al poder. Marcelo Rebelo de Sousa ha descrito el régimen como un "sistema multipartidista con un partido dominante" y el historiador Fernando Rosas lo llamó un "monopolio político" y una "dictadura democrática".
| Fecha | Candidato    | Votos        | %    | Diputados | +/- | Resultado |
| ----- | ------------ | ------------ | ---- | --------- | --- | --------- |
| 1913  | Afonso Costa |              | 44,0 | 68/153    |     | Gobierno  |
| 1915  | Afonso Costa | 176.939 (#1) | 63,0 | 106/163   | 38  | Gobierno  |

## Primeros ministros
- Augusto de Vasconcelos (1911-1912)
- Duarte Leite (1912-1913)
- Afonso Costa (1913-1914; 1915-1916; 1917 - en coalición con los evolucionistas (Unión Sagrada))
- Bernardino Machado (1914; 1921)
- Victor Hugo de Azevedo Coutinho (1914-1915)
- António José de Almeida - Evolucionista en coalición (Unión Sagrada) - (1916-1917)
- José Relvas (1919)
- Domingos Leite Pereira (1919; 1920; 1925)
- Alfredo de Sá Cardoso (1919-1920; 1920)
- António Maria Baptista (1920)
- José Ramos Preto (1920)
- António Maria da Silva (1920; 1922-1923; 1925; 1925-1926)
- Liberato Pinto (1920-1921)
- Alfredo Rodrigues Gaspar (1924)
- Vitorino Guimarães (1925)

## Presidentes de la República
- Manuel de Arriaga (1911-1915)
- Teófilo Braga (1915)
- Bernardino Machado (1915-1918; 1925-1926)
- Manuel Teixeira Gomes (1923-1925)